# Microcephalophis cantoris
Microcephalophis cantoris är en ormart som beskrevs av Günther 1864. Microcephalophis cantoris ingår i släktet Microcephalophis och familjen giftsnokar och underfamiljen havsormar. IUCN kategoriserar arten globalt som otillräckligt studerad. Inga underarter finns listade i Catalogue of Life.
Arten förekommer vid Indiska oceanens kustlinjer från Pakistan över Indien och Sri Lanka till västra Malackahalvön. Den kan dyka till 20 meters djup. Microcephalophis cantoris vistas vanligen i områden med mjuk havsbotten.